# Agauria buxifolia
Agauria buxifolia är en ljungväxtart som först beskrevs av Jean-Baptiste de Lamarck, och fick sitt nu gällande namn av Eugène Jacob de Cordemoy. Agauria buxifolia ingår i släktet Agauria och familjen ljungväxter. Inga underarter finns listade i Catalogue of Life.